# Al-Shabab Manama
Al-Shabab Club es un equipo de fútbol de Baréin que juega en la Liga Premier de Baréin, la liga de fútbol más importante del país.

## Historia
Fue fundado en el año 2001 en la capital Manama a raíz de la fusión de los equipos Deyya, Sanabis, Jadd Hafs, Naeem, Karrana, Sahla y Karbabad, debutando al año siguiente en la máxima categoría, aunque todavía no ha sido campeón de la Liga Premier de Baréin, pero sí ha ganado la Copa de Baréin en 1 ocasión en 2 finales a las que ha llegado.
A nivel internacional han participado en la Liga de Campeones Árabe del 2005/06, en la que fueron eliminados en la primera ronda por el Al-Talaba de Irak.

## Palmarés
- Copa de Baréin: 1

2004
- - Finalista: 1

2005

## Participación en competiciones de la UAFA
- Liga de Campeones Árabe: 1 aparición

2005/06 - Primera ronda